# ザ・バーズ (日本テレビ音楽学院)
ザ・バーズ（The Birds）は、日本の音楽ユニットである。

## 概要
日本テレビ放送網の関連団体である日本テレビエンタープライズ（現・日テレイベンツ）が運営する芸能学校、日本テレビ音楽学院（1995年に日本テレビタレントセンター、2005年に日テレ学院タレントコースに改める）に所属する生徒の中から選抜されたメンバーによる。
スクールメイツと同じように、所属タレントは音楽・バラエティー番組のバックダンサーや応援（かつて女性メンバーがチアリーダー風の衣装で出演したこともある）、あるいはドラマやCMなどにも多数出演している他、全国高等学校サッカー選手権大会のイメージソング「ふり向くな君は美しい」をはじめとしたレコード歌手としての活動も行われている。
カブキロックスのボーカルである氏神一番はザ・バーズの第1期生で、「ふり向くな君は美しい」の収録にも参加している。その他の著名な元メンバーに岡元あつこ、小森まなみ、嵯峨聖子がいる。

## シングル
- ふり向くな君は美しい / きらめきの日々（ビクター SV-6121、1976年10月25日）
- ガンバロン'77 / 友達のガンバロン（ビクター KV-53、1977年4月）
『小さなスーパーマン ガンバロン』の主題歌。
- ふり向くな君は美しい / きらめきの日々（ビクター SV-6121、1977年9月）
レコードジャケットを変更しての同一型番での再発。
- フィフティーン・ラブ［15-0］ / ポンとポン（ビクター SV-6378、1978年）
- ふり向くな君は美しい / きらめきの日々（ビクター SV-7480、1987年11月21日）
- ふり向くな君は美しい / きらめきの日々（ビクター VDRS-1100 / VST-10451、1988年11月21日）
- ふり向くな君は美しい / きらめきの日々（ミュージックグリッド オンデマンドCD、2010年2月24日）

## その他の作品
- 愛はマジック
『24時間テレビ』の主題歌。1978年発売の同番組のサウンドトラック『愛は地球を救う』に収録。
- 『日本テレビ音楽祭』のテーマ